# Макулеле
Макулеле е боен танц от африкански и индиански произход, танцуван в началото от афробразилци, мулати, кафузу и кабоклу.
Тясно е свързан с бойното изкуство капоейра и танца фреву. В началото макулелето е бойно изкуство, но с течение на времето се превръща в танц.
Използват се 2 тояжки дълги около 50 – 60 сантиметра и с 2 см диаметър. Понякога се използват и ножове тип мачете, заради искрите при ударите.
Според легендата хора от едно индианско племе намират болен негър и го приютяват и лекуват. Един ден всички мъже отиват на лов, а Макулеле, името на негъра, остава с жените и децата в селото понеже няма право да ловува. През това време селото е нападнато от друго индианско племе и Макулеле защитава всички жени и деца сам, само ползвайки две тояжки.
Песните са по традиционния африкански начин, където един пее едно изречение, после всички отговарят със същото в хор.
Екипировката за танца е пола̀, направена от сезал, което е лико добито от вид agave. И тялото е украсено по индиански традиций, намазано с бои с гривни около бицепсите и глезените.
Музиката се състои от три вида ударни музикални инструменти – голямо, средно и малко атабаки (atabaque), като двете по-големи държат основния ритъм, а малкото импровизира. В макулелето танцьорите се нареждат в кръг (roda) и правят основните стъпки, докато двама по двама влизат в кръга и играят един срещу друг удряйки пръчки и импровизирайки.